# تپه چاکه چکوله
تپه چاکه چکوله مربوط به عصر برنز III - هزاره اول قبل از میلاد است و در شهرستان بوکان، بخش مرکزی، دهستان آختاچی، روستای عباس‌آباد واقع شده و این اثر در تاریخ ۷ اسفند ۱۳۸۵ با شمارهٔ ثبت ۱۷۶۳۲ به‌عنوان یکی از آثار ملی ایران به ثبت رسیده است.